# كارل جنكشن
كارل جنكشن (بالإنجليزية: Carl Junction)‏ هي مدينة أمريكية تقع في ولاية ميزوري. تبلغ مساحة هذه المدينة 13 (كم²)،ويبلغ عدد سكانها 7445 نسمة حسب إحصاء سنة 2010 م 7445.تشير إحصاءات سنة 2000م بأن الكثافة السكانية في هذه المدينة تقدر بـ(418.8) نسمة/كم2 

## التركيبة السكانية
قام مكتب تعداد الولايات المتحدة بتحديد بيانات التركيبة السكانية لكارل جنكشنفي تعداد الولايات المتحدة. في ما يلي، التركيبة السكانية حسب تعدادي 2000 و2010.

### تعداد عام 2000
بلغ عدد سكان كارل جنكشن 5,294 نسمة بحسب تعداد عام 2000، وبلغ عدد الأسر 1,871 أسرة وعدد العائلات 1,534 عائلة مقيمة في المدينة. في حين سجلت الكثافة السكانية 1,084.6 نسمة لكل ميل مربع (418.8/كم2). وبلغ عدد الوحدات السكنية 2,006 وحدة بمتوسط كثافة قدره 411.0 نسمة لكل ميل مربع (158.7/كم2).
وتوزع التركيب العرقي للمدينة بنسبة 96.11% من البيض و 1.27% من الأمريكيين الأصليين و 0.36% من الأمريكيين ذوي الأصول الآسيوية و 0.43% من الأمريكيين الأفارقة و 1.49% من عرقين مختلطين أو أكثر.
```
وبلغت نسبة 
الأزواج
 القاطنين مع بعضهم البعض 70.0% من أصل المجموع الكلي للأسر، ونسبة 9.0% من الأسر كان لديها معيلات من الإناث دون وجود شريك، وكانت نسبة 18.0% من غير العائلات. تألفت نسبة 15.6% من أصل جميع الأسر من أفراد ونسبة 6.5% كانوا يعيش معهم شخص وحيد يبلغ من العمر 65 عاماً فما فوق. وبلغ متوسط حجم الأسرة المعيشية 3.12، أما متوسط حجم العائلات فبلغ 2.81.
```

بلغ العمر الوسطي للسكان 34 عاماً. وكانت نسبة 30.0% من القاطنين تحت سن الثامنة عشر، وكانت نسبة 7.2% بين الثامنة عشر والأربعة وعشرون عاماً، ونسبة 30.8% كانت واقعةً في الفئة العمرية ما بين الخامسة والعشرون حتى والأربعة وأربعون عاماً، ونسبة 22.8% كانت ما بين الخامسة والأربعون حتى الرابعة والستون، ونسبة 9.3% كانت ضمن فئة الخامسة والستون عاماً فما فوق. يوجد لكل 100 أنثى 95.3 ذكر، ويوجد لكل 100 أنثى في الثامنة عشر من عمرها فما فوق 91.6 ذكر.
بلغ متوسط دخل الأسرة في المدينة 42,575 دولار، أما متوسط دخل العائلة فبلغ 47,723 دولار. وكان متوسط دخل الذكور 32,583 دولار مقابل 23,176 دولار للإناث. وسجل دخل الفرد الخاص بالمدينة 18,291 دولار. وكانت نسبة 3.2% من العائلات ونسبة 5.1% من السكان تحت خط الفقر،

### تعداد عام 2010
بلغ عدد سكان كارل جنكشن 7,445 نسمة بحسب تعداد عام 2010، وبلغ عدد الأسر 2,616 أسرة وعدد العائلات 2,061 عائلة مقيمة في المدينة. في حين سجلت الكثافة السكانية 1,358.6 نسمة لكل ميل مربع (524.6/كم2). وبلغ عدد الوحدات السكنية 2,769 وحدة بمتوسط كثافة قدره 505.3 لكل ميل مربع (195.1/كم2).
وتوزع التركيب العرقي للمدينة بنسبة 93.3% من البيض و 1.3% من الأمريكيين الأصليين و 1.0% من الأمريكيين ذوي الأصول الآسيوية و 1.0% من الأمريكيين الأفارقة و 2.6% من عرقين مختلطين أو أكثر.
بلغ عدد الأسر 2,616 أسرة كانت نسبة 45.5% منها لديها أطفال تحت سن الثامنة عشر تعيش معهم، وبلغت نسبة الأزواج القاطنين مع بعضهم البعض 63.3% من أصل المجموع الكلي للأسر، ونسبة 11.4% من الأسر كان لديها معيلات من الإناث دون وجود شريك، بينما كانت نسبة 4.1% من الأسر لديها معيلون من الذكور دون وجود شريكة وكانت نسبة 21.2% من غير العائلات. تألفت نسبة 17.9% من أصل جميع الأسر من أفراد ونسبة 8.6% كانوا يعيش معهم شخص وحيد يبلغ من العمر 65 عاماً فما فوق. وبلغ متوسط حجم الأسرة المعيشية 3.18، أما متوسط حجم العائلات فبلغ 2.84.
بلغ العمر الوسطي للسكان 34.7 عاماً. وكانت نسبة 31.4% من القاطنين تحت سن الثامنة عشر، وكانت نسبة 6.5% بين الثامنة عشر والأربعة وعشرون عاماً، ونسبة 27.6% كانت واقعةً في الفئة العمرية ما بين الخامسة والعشرون حتى والأربعة وأربعون عاماً، ونسبة 22.8% كانت ما بين الخامسة والأربعون حتى الرابعة والستون، ونسبة 11.6% كانت ضمن فئة الخامسة والستون عاماً فما فوق. وتوزع التركيب الجنسي للسكان بنسبة 48.2% ذكور و51.8% إناث.